# روتراود شیندلر

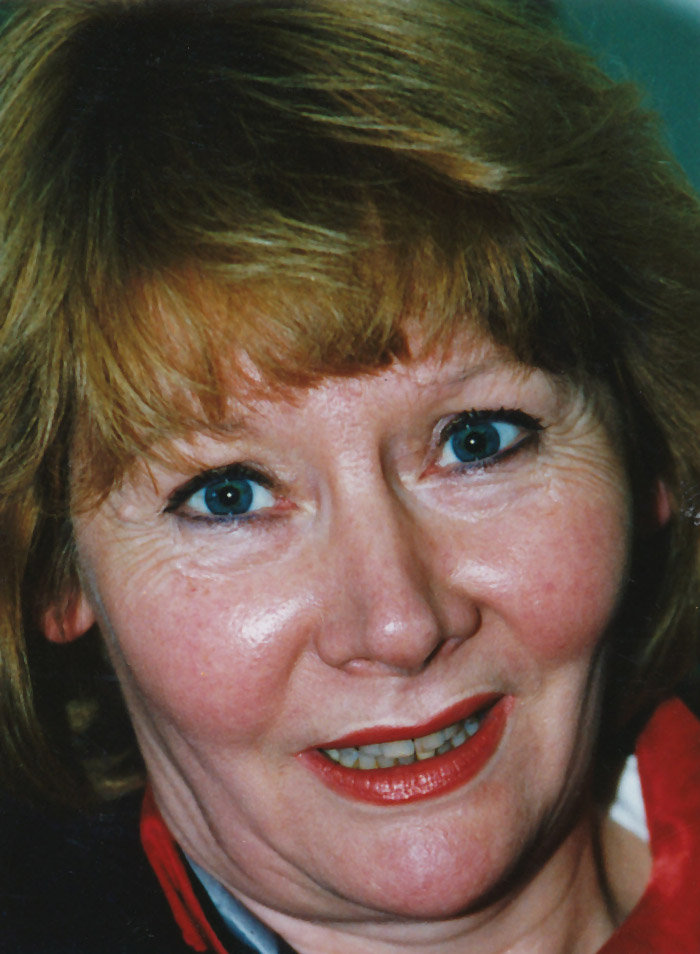
روتراود شیندلر، بازیگر و کمدین آلمانی‌تبار

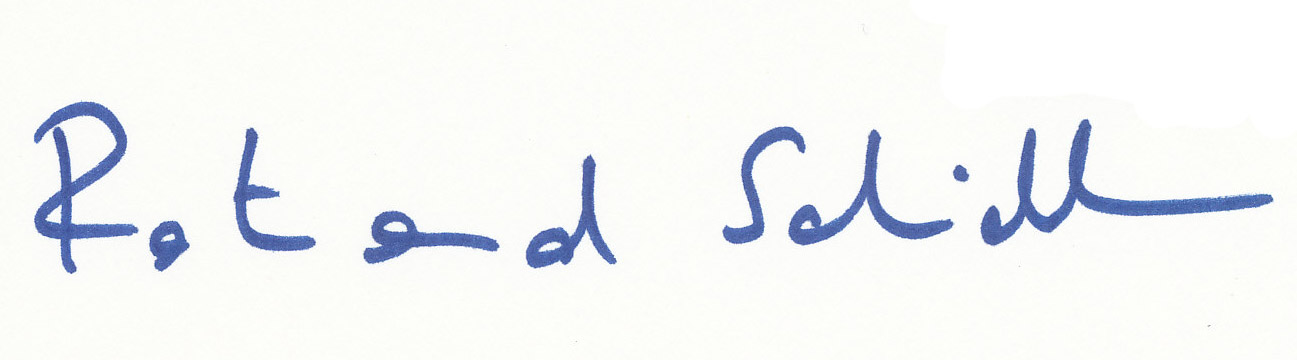
نمایی از امضای روترود شیندلر - ۲۰۱۰

روتراود شیندلر (* ۲۹. آگوست ۱۹۴۰ در برلین) بازیگر و کمدین آلمانی است.

## زندگی
روترود شیندلر در ۱۵ سالگی دبیرستان را ترک و در مدرسه ماکس راینهارت در برلین تحصیل کرد. او یکی از بنیانگذاران کاباره ول ماوسه است و در طول آموزش با همسر آینده خود دیتر هالروردن ملاقات کرد. این زوج دو فرزند دارند: دیتر جون. (۱۹۶۳) و ناتالی (۱۹۶۶). آنها در اواسط دهه ۱۹۸۰ طلاق گرفتند.
روترود شیندلر در وهله اول به عنوان شریک طراحی همسرش در سریال کمدی بدون توقف (۱۹۷۵–۱۹۸۰) شناخته شد. اما او همچنین در سریال‌های بعدی در کنار دیتر هالروردن بازی کرد، برای مثال در سال ۱۹۸۵ در Didi - Der Untermieter (به همراه دخترش ناتالی هالروردن) یا در سال ۱۹۸۹ در نمایش دیدی.
او در نقش لیز در سریال Weiberwirtschaft و به عنوان Frau Grünler در The Moon Shines برای مستاجران دیده شد.
علاوه بر این، روترود شیندلر را می‌توان در برخی فیلم‌ها و در نقش‌های مهمان در سریال‌ها، مانند بدون سخنرانی دربارهٔ عشق (۱۹۷۱)، خانه ای برای حیوانات، برلینر ویس میت شات، اتو فریتز یا لوکاس و سون حضور داشت.